# Giles Corey
Giles Corey (Northampton, agosto 1611 – Salem, 19 settembre 1692) è stato un allevatore inglese.
Nell'aprile del 1692 Corey fu accusato di stregoneria da Ann Putnam Jr., Mercy Lewis e Abigail Williams. Ann Putnam Jr. sostenne che il 13 aprile lo spettro di Giles Corey le si presentò, chiedendole di apporre la firma nel libro del diavolo. In seguito, la Putnam aggiunse che le era apparso un fantasma, che accusava Corey di assassinio. Vi furono altre ragazze che descrissero Corey come "un terribile mago" e narrarono di aver subito aggressioni dal suo spettro.
Durante il processo alle streghe di Salem, Corey si rifiutò di fare qualsiasi dichiarazione. Sottoposto a tortura, morì soffocato per il peso delle pietre postegli sul petto per costringerlo a confessare. Secondo la leggenda, le sue ultime parole furono il sarcastico invito ai carnefici a porre sopra il suo petto «più peso».

## Biografia
Giles Corey si sposò tre volte. Si ritiene che abbia sposato la sua prima moglie, Margaret, la madre delle sue figlie, in Inghilterra. La sua seconda moglie fu Mary Bright: si sposarono l'11 aprile 1664. Mary Bright morì all'età di 63 anni il 27 agosto 1684, come riportato sulla sua lapide nel cimitero di Salem. Il suo ultimo matrimonio con Martha Corey fu celebrato il 27 aprile 1690.
Martha fu accolta nella comunità di Salem Village (oggi Danvers), dove viveva Giles. Martha aveva avuto un figlio di nome Thomas, che chiese un indennizzo per l'illegale impiccagione della madre durante i processi alle streghe di Salem. Il 29 giugno 1723 gli furono assegnate 50 sterline.

### Vicenda giudiziaria
Giles Corey fu arrestato il 18 aprile 1692, insieme a Mary Warren, Abigail Hobbs e Bridget Bishop. Il giorno seguente i prigionieri furono interrogati dalle autorità: Abigail Hobbs accusò Giles di essere uno stregone. Corey si rifiutò di fare dichiarazioni di colpevolezza o innocenza, fu imprigionato e poi rinviato a giudizio per l'udienza di settembre. Negli archivi della Corte vi è la deposizione, datata 9 settembre 1692, rilasciata da Mercy Lewis:
(Documento di proprietà della Corte Suprema del Massachusetts, Divisione Archivi e Conservazione Documenti, conservato presso l'Essex Institute di Peabody, nel Massachusetts.)
Ancora una volta, in questa Corte, Corey si rifiutò di parlare.

### Morte
Secondo la legge dell'epoca, una persona che si rifiutava di fare alcuna dichiarazione agli inquirenti non poteva essere sottoposta a esame formale dinanzi ad un tribunale. Per evitare frodi in danno della giustizia, il rimedio previsto dalla legge era quello di ricorrere a una peine forte et dure. In questo caso il prigioniero era spogliato e disteso supino con una tavola pesante sul suo corpo. Poi sull'asse di legno venivano posti mano a mano dei massi, fino a provocare la morte per schiacciamento del torace.
Come conseguenza del suo rifiuto di parlare, il 17 settembre lo sceriffo George Corwin portò Corey in una fossa in aperta campagna nei pressi del carcere e, alla presenza dei magistrati e dei testimoni, spogliò Giles dei suoi vestiti, lo stese a terra nella fossa e pose delle tavole sul suo petto. Sei uomini sollevarono pesanti pietre e le posero una alla volta sulla pancia e sul petto del prigioniero. Giles Corey non gridò e tanto meno dichiarò alcunché in sua difesa.

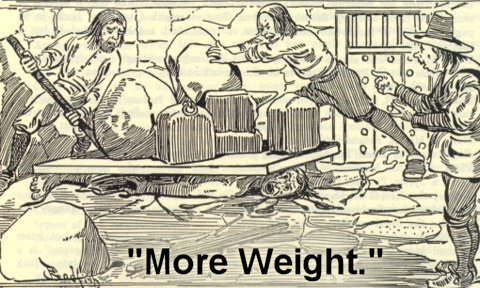
Morte per schiacciamento di Giles Corey a Salem. Le parole «More Weight» (Più peso) furono gli ultimi, sarcastici vocaboli pronunciati dal torturato

Dopo due giorni, a Giles fu chiesto per tre volte di dichiararsi innocente o colpevole di stregoneria. Ogni volta egli rispose: «più peso». Sempre più massi furono ammucchiati sopra di lui e lo sceriffo di volta in volta da sopra i massi fissava lo sguardo negli occhi gonfi di Corey. Robert Calef, testimone oculare insieme ad altri cittadini, più tardi disse: «Durante lo schiacciamento, la lingua di Giles Corey era spinta fuori dalla bocca; lo Sceriffo, di rimando, la spingeva di nuovo dentro la bocca con il suo bastone».
Infine, Giles Corey lanciò l'ultimo grido «Più peso!» e spirò. Il giudice Samuel Sewall così annotava nel suo diario sotto la data lunedì, 19 settembre 1692:
È cosa insolita che un imputato rifiuti di proclamarsi colpevole o innocente ed è ancor più raro trovare cronache di persone che siano state in grado di sopportare una tale tortura e morire senza proferir parola. Dato che Corey rifiutò di fare dichiarazioni, morendo conservò appieno il possesso delle sue proprietà, che altrimenti sarebbero state incamerate dal governo, che furono ereditate dai suoi due generi, secondo la sua volontà.